# Waterloo Day
Der Waterloo Day (Tag von Waterloo) ist der 18. Juni.
Der Waterloo Day ist ein Gedenktag, der an die Schlacht von Waterloo erinnern soll, wo Wellington und Gebhard Leberecht von Blücher den Sieg über Napoleon errangen. Er hat für die Britische Armee einen ähnlichen Stellenwert wie es der Trafalgar Day für die Royal Navy hat. 
An diesem Tag wird eine Replik der eroberten französischen Fahne traditionsgemäß dem britischen Monarchen übergeben und dann über einer Büste von Wellington in Schloss Windsor aufgehängt. Die Farben von Wellington (Blau und Gelb) schmücken dann den Waterloo-Raum des Schlosses Windsor während eines privaten Festes, welches dann gewöhnlich am Abend stattfindet.